# Локални избори за председнике општина и градова 2004.
Локални избори за председнике општина и градова 2004. су одржани 19. септембра 2004. (први круг) заједно са изборима за одборнике скупштина општина и градова у Србији 2004.
Избори за одборнике и председнике у 13 општина су одржани у 2002. години: Бујановац, Медвеђа, Уб, Барајево, Ражањ, Деспотовац и Лесковац, односно у 2003. години: Алибунар, Ћићевац, Прибој, Ћуприја, Пирот и Краљево, као и избори за председника општине у Прешеву, 2002. године.
Први пут су на општим изборима бирани председници општина, односно градоначелници, који су, по Закону о локалној самоуправи, носиоци извршне власти. Председнике су једино у 16 општина града Београда (осим у Барајеву) бирали одборници скупштина, а не бирачи.

## Изабрани на изборима
На локалним изборима у Србији изабрано је четворо градолначелника и 130 председника општина.

### Изабрани градолначелници
На изборима за градоначелника Београда 2004. је изабран Ненад Богдановић из Демократске странке.
На изборима за градоначелника Новог Сада 2004. је изабрана Маја Гојковић из Српске радикалне странке.
На изборима за градоначелника Ниша 2004. је изабран Смиљко Костић кандидат Нове Србије.
За градоначелника Крагујевца је изабран Верољуб Стевановић, кандидат Српског покрета обнове (по други пут градоначелник Крагујевца).

### Изабрани председници општина
За председника општине Зрењанин је изабран Горан Кнежевић из демократске странке.
У Суботици је изабран Геза Кучера из савеза војвођанских мађара.
За председника општине Нови Пазар је изабран Сулејман Угљанин, лидер коалиције “Листа за Санџак”.
У Сјеници нови председник општине је др Есад Зорнић (СДП), а у Пријепољу мр Неџад Турковић, такође кандидат СДП. 